# Wilhelm IX Trubadur
Wilhelm IX Trubadur, oksyt. Guilhèm IX duc d'Aquitània e de Gasconha i Guilhèm VII comte de Peitieus (ur. 22 października 1071, zm. 10 lutego 1126) – książę Akwitanii i Gaskonii, hrabia Poitiers, syn księcia Wilhelma VIII i Hildegardy, córki Roberta I, księcia Burgundii.
Wilhelm IX Akwitański uważany jest za pierwszego historycznego trubadura, gdyż jako pierwszy odważył się prezentować swe dzieła szerszej publiczności. Był człowiekiem butnym, miłującym wojnę. Miewał zatargi z Kościołem, nader często podlegał ekskomunikom.

## Życie rodzinne
Narodziny Wilhelma były wielkim świętem na akwitańskim dworze. Radość zepsuło nieco stanowisko papiestwa, które nie uznawało dwóch wcześniejszych rozwodów Wilhelma VIII. Dopiero pielgrzymka księcia do Rzymu doprowadziła to tego, że Kościół uznał dziecko Wilhelma i Hildegardy za poczęte w legalnym związku małżeńskim.
Wilhelm IX odziedziczył Akwitanię w wieku 15 lat. W 1088, w wieku 17 lat, ożenił się z Ermengardą Andegaweńską (ok. 1067–1147), córką hrabiego Andegawenii Fulka IV i Hildegardy, córki Lancelina II, pana de Beaugency. Ermengarda była niezwykle piękna i wykształcona, ale cierpiała na zaburzenia psychiczne. Po kolejnej z kłótni z mężem udała się do klasztoru i przywdziała habit, a to oznaczało oczywiście, że para nie będzie miała dzieci. Wilhelm wreszcie odesłał żonę do jej ojca i sam rozwiązał to małżeństwo w 1091 r.
W 1094 r. po raz drugi, ożenił się z Filipą z Tuluzy (ok. 1073 – 28 listopada 1118), córką i następczynią Wilhelma IV, hrabiego Tuluzy, i Emmy, córki Roberta, hrabiego de Mortain. Filipa jednak została zdetronizowana przez swojego wuja – Rajmunda IV i Wilhelm nie został hrabią Tuluzy. Wilhelm i Filipa mieli razem siedmioro dzieci, m.in.:
- Wilhelm X Święty (1099 – 9 kwietnia 1137), książę Akwitanii
- Agnieszka, żona najpierw Aimeryka V, wicehrabiego Thouars, później Ramira II Mnicha, króla Aragonii
- Henryk, opat w Cluny,
- Rajmund z Poitiers (ok. 1115 – 29 czerwca 1149), książę Antiochii
- Wilhelm, hrabia Valentinois

Jego długoletnią kochanką była La Dangerosa (wł. niebezpieczna). Wilhelm nawet zaaranżował małżeństwo Wilhelma X (swojego najstarszego syna) i Aénor (Ænor) de Châtellerault (córki La Dangerosy i jej męża Emeryka (Aymeric), wicehrabiego Chatellerault). Najstarszym dzieckiem pary była Eleonora, późniejsza królowa Francji i Anglii.
Wilhelm był dwukrotnie ekskomunikowany. Pierwszy raz w 1114 r. za naruszanie kościelnych przywilejów podatkowych. W odpowiedzi Wilhelm zagroził biskupowi Poitiers śmiercią, jeśli ten nie udzieli mu absolucji. Zaskoczony biskup, który właśnie był w trakcie czytania roty ekskomuniki, zaczął przepraszać. Wilhelm poczuł się usatysfakcjonowany i wypuścił biskupa, który wówczas po cichu dokończył rotę, po czym nadstawił księciu szyję i poprosił, aby zadał cios. Wilhelm zastanawiał się przez chwilę, po czym schował miecz do pochwy i rzekł: Nie miłuję Cię tak bardzo, aby wysłać Cię do Raju.
Druga ekskomunika była związana z porwaniem La Dangerosy, żony książęcego wasala Aimery’ego I de Rochefoucauld, wicehrabiego de Châtellerault. Wilhelm umieścił ją w wieży Maubergeonne na swoim zamku w Poitiers. Jak napisał kronikarz Wilhelm z Malmesbury książę namalował portret kochanki na swojej tarczy.
Kiedy księżna Filipa wróciła do Poitiers z Tuluzy odkryła, że w jej pałacu mieszka inna kobieta. Poprosiła o wsparcie swoich przyjaciół na dworze oraz Kościół. Nikt z możnych nie chciał jednak wystąpić przeciwko swojemu suwerenowi, a kiedy legat papieski Giraud (który był łysy) przekazał Wilhelmowi skargę żony i zażądał od niego odesłania La Dangerosy Wilhelm odpowiedział: Prędzej Ci włosy wyrosną na głowie, niż oddalę od siebie wicehrabinę.
Upokorzona księżna Filipa zdecydowała się w 1116 r. wstąpić do klasztoru w Fontevraud, tego samego, do którego wcześniej udała się pierwsza żona Wilhelma, Ermengarda. Filipa nie przebywała długo za furtą klasztorną. Zmarła już 28 listopada 1118 r.
Relacje Wilhelma z jego najstarszym synem (również Wilhelmem) także były nie najlepsze. Młodszy Wilhelm zbuntował się nawet przeciw ojcu. Później jednak relacje ojca z synem uległy poprawie. Stało się to po małżeństwie młodszego Wilhelma z Eleonorą de Châtellerault, córką La Dangerosy. Ślub odbył się w 1121 r.
Wilhelm IX został ponownie przyjęty na łono Kościoła ok. 1120 r. po uczynieniu hojnych darowizn. W tym czasie na książęcy dwór powróciła pierwsza żona Wilhelma, Ermengarda, i domagała się uznania jej tytułu księżnej Akwitanii. W październiku 1119 r. pojawiła się nagle na synodzie w Reims i zażądała od papieża Kaliksta II ekskomunikowania jej męża, usunięcia La Dangerosy z pałacu i przywrócenia jej książęcego tytułu. Papież unikał spotkania z Ermengardą, która opuściła w końcu Reims, ale przez następne lata działała przeciwko akwitańskiemu księciu.
W 1122 r. Wilhelm ostatecznie utracił Tuluzę na rzecz Alfonsa-Jordana, syna Rajmunda IV. Wilhelm nie podjął próby odzyskania hrabstwa.

## Dokonania militarne
W 1095 r. Wilhelm poprosił papieża Urbana II, aby spędził na jego dworze święta Bożego Narodzenia. Podczas pobytu na akwitańskim dworze Urban próbował nakłonić Wilhelma, aby ten przyjął krzyż i ruszył na wyprawę krzyżową. Wilhelm był jednak bardziej zainteresowany wykorzystaniem nieobecności Rajmunda IV z Tuluzy, swojego rywala do hrabstwa Tuluzy. W 1098 r. zdobył nawet miasto, za co zagrożono mu ekskomuniką. Po części aby odzyskać poparcie Kościoła, po części z żądzy przygód, Wilhelm dołączył do trzeciej fali I krucjaty, która wyruszyła na Wschód w 1101 r. Przed wyruszeniem na wyprawę zwrócił Tuluzę synowi Rajmunda, Bertrandowi.
Wilhelm był jednym z dowódców trzeciej armii krzyżowców, razem z Hugonem de Vermandois i księciem bawarskim Welfem I). Armia krzyżowców po drodze do Konstantynopola plądrowała terytorium cesarstwa bizantyjskiego, co spowodowało, że cesarz Aleksy I Komnen wysłał przeciw nim zaciężnych Pieczyngów. Doszło to starć, jednak Wilhelm i Welf zdołali uspokoić swoją armię. Po krótkim pobycie w Konstantynopolu krzyżowcy ruszyli dalej w głąb Azji Mniejszej, docierając we wrześniu do Heraklei. Tam armia krzyżowa wpadła w zasadzkę sułtana Kilidż Arslana I i poniosła ciężką klęskę. Hugo zmarł z ran, a Wilhelmowi i Welfowi udało się przeżyć i uciec z resztkami armii (kronikarz Oderyk Vitalis pisze, że książę dotarł do Antiochii tylko z sześcioma towarzyszami). Wilhelm przybył do Ziemi Świętej i pozostał tam do 1102 r.
Pod koniec życia Wilhelm wspierał zbrojnie władców Kastylii w ich walkach z Maurami. Podczas walk z Maurami z Kordowy Wilhelm otrzymał kwarcową wazę, którą odziedziczyła później wnuczka księcia Eleonora i przekazała ją jako prezent ślubny swojemu pierwszemu mężowi, Ludwikowi Francuskiemu.

## Poezja
Wilhelm Akwitański przeszedł do historii jako pierwszy znany trubadur. Do naszych czasów przetrwało 11 jego pieśni na różne tematy – miłość, kobiety, własne podboje miłosne lub też sytuacja polityczna.
Wilhelm zmarł 10 lutego 1126 r. w wieku 55 lat po krótkiej chorobie. Jego następcą został jego najstarszy syn, Wilhelm X.